# Le parole (album)
Le parole è il quindicesimo album in studio di Umberto Tozzi pubblicato nel 2005. Contiene il singolo omonimo, col quale Tozzi partecipa al Festival di Sanremo, dove però non viene ammesso alla finale. Al termine della manifestazione l'artista torinese dichiarerà che non partecipare mai più alla kermesse sanremese. L'album ha raggiunto la posizione n. 24 in classifica Fimi, mentre il singolo la n. 35.

## Tracce
1. Le parole (album version) (U.Tozzi, R.Ancillotti)
2. Anch'io in paradiso (F.Thomander, A.Wikstrom, U.Tozzi)
3. E vinci ancora tu
4. Schiuma
5. Amandoci (C.Nystrom, U.Tozzi)
6. Aria (U.Tozzi, S.Vinci)
7. Angie
8. Sopra l'oceano (U.Tozzi, M.Gaggioli, R.Ponziani)
9. Come in amore ci si fa male
10. Non ti ho mai detto come sei
11. Grande cuore
12. Barbarella (G.Mathieson)

## Formazione
- Umberto Tozzi – voce
- Michael Thompson – chitarra
- Casey Young – tastiera, programmazione
- Abraham Laboriel Jr. – batteria
- Abe Laboriel Sr. – basso
- Greg Mathieson – tastiera
- Raffaele Chiatto – chitarra acustica, programmazione
- Gianluca Tozzi – batteria
- Matteo Laboriel – programmazione
- Lee Thornbeng – tromba, trombone
- David Woodford – sassofono tenore, sassofono baritono
- Erik Marienthal – sassofono tenore, sax alto